# Петнадесетгодишна
„Петнадесетгодишна“ (на испански: Quinceañera) е мексиканска теленовела от 1987 г., режисирана от Педро Дамян и Моника Мигел и продуцирана от Карла Естрада за Телевиса. Сюжетът е базиран на едноименния игрален филм от 1960-те години.
В главните роли са Адела Нориега, Талия, Ернесто Лагуардия и Рафаел Рохас, а в отрицателните – Себастиан Лигарде и Найлеа Норвинд.

## Сюжет
Марикрус и Беатрис са приятелки, макар че Беатрис произхожда от много богато семейство, а Марикрус – от скромно. И двете скоро трябва да навършат 15 години, възраст, когато трябва да се сбогуват с детството. Марикрус, със своята красота, привлича вниманието на две момчета: Панчо, добър и работлив мъж, и Мемо, момче от квартала.
Марикрус се влюбва в Панчо, но Кармен, властната ѝ майка не го приема, защото той е скромен механик. Тя иска да въведе Марикрус във висшето общество, също така иска да омъжи дъщеря си за милионер, като например Серхио, братовчеда на Беатрис.
Панчо и Марикрус, обаче, са решени да се борят за любовта си, докато Мемо не измамва Марикрус, принуждавайки я да мисли, че той я е изнасилил и тя, силно засрамена, прекратява връзката си с Панчо. Беатрис също се влюбва в Херардо, брат на Марикрус, наркоман, който се възползва от невинността ѝ и я изоставя бременна.

## Актьори
Част от актьорския състав:
- Адела Нориега – Марикрус Фернандес Саркосер
- Талия – Беатрис Вилянуева Контрерас
- Ернесто Лагуардия – Панчо
- Рафаел Рохас – Херардо Фернандес Саркосер
- Себастиан Лигарде – Гилермо „Мемо“ Лопес
- Бланка Санчес – Ана Мария Контрерас де Вилянуева
- Хорхе Лават – Роберто Вилянуева
- Хулиета Егурола – Кармен Саркосер де Фернандес
- Ана Берта Еспин – Естела
- Маргарита Санс – Едувихес Саркосер
- Луис Баярдо – Рамон Фернандес
- Найлеа Норвинд – Леонор Гутиерес
- Армандо Араиса – Чато
- Фернандо Сиангероти – Серхио Итуралде Контрерас
- Омар Фиеро – Артуро
- Инес Моралес – Елвира Контрерас вдовица де Итуралде
- Марикармен Вела – Енрикета Солорсано
- Роберто Баястерос – Антонио
- Кейко – Косатката

## Премиера
Премиерата на Петнадесетгодишна е на 5 октомври 1987 г. по Canal de las Estrellas. Последният 103. епизод е излъчен на 26 февруари 1988 г.

## Награди и номинации
Награди TVyNovelas (Мексико)
| Категория                                  | Номиниран(а)      | Резултат |
| ------------------------------------------ | ----------------- | -------- |
| Най-добра теленовела                       | Карла Естрада     | Печели   |
| Най-добър актьор в отрицателна роля        | Себстиан Лигарде  | Печели   |
| Най-добра млада актриса                    | Адела Нориега     | Печели   |
| Най-добър млад актьор                      | Ернесто Лагуардия | Печели   |
| Най-добро женско откритие                  | Талия             | Печели   |
| Най-добро мъжко откритие                   | Армандо Араиса    | Печели   |
| Най-добра история или адаптация            | Рене Муньос       | Печели   |
| Най-добра млада актриса в отрицателна роля | Найлеа Норвинд    | Печели   |

Награди El Heraldo de México
- Най-добра теленовела: Карла Естрада
- Най-добро женско откритие: Адела Нориега

## Версии
Кино
- През 1960 г. е създаден игралният филм Quinceañera, режисирана от Алфредо Б. Кревена и написана от Едмундо Баес и Хорхе Дуран Чавес, с участието на Марта Михарес, Тере Веласкес и Марикрус Оливие.[2]

Телевизия
- През 2000 г. е създадена адаптацията Първа любов, продуцирана от Педро Дамян, с участието на Анаи, Ана Лайевска, Куно Бекер и Валентино Ланус.
- През 2012 г. е създадена адаптацията Miss XV, продуцирана от Педро Дамян, с участието на Паулина Гото, Наташа Дупейрон, Яго Муньос и Джак Дуарте.